# 駐屯地警衛隊
駐屯地警衛隊（ちゅうとんちけいえいたい）とは、陸上自衛隊の駐屯地において警戒および営門出入者の監視に当たる特別勤務の1つである。

## 概要
駐屯地における入出門者の警戒監視と駐屯地内の規律の維持を目的に設けられており、主に駐屯部隊が持ち回りでその任務に就く。
部隊規模は数名から十数名で各部隊に割り振られており、その警備に関しては駐屯地だけでなく駐屯地に隷属する分屯地やそれに準ずる施設等多岐に渉る。
上番する隊員は、基本的に銃剣または警棒を装備して駐屯地内を巡回し、チェックポイント毎に設置してあるタイムカード等を使って巡回したことを証明する（これは民間の警備員と同じ）。また、駐屯地内に設置されている弾薬庫の警備、および駐屯地司令が施設の警護のため特に必要と認めるときは、上番する隊員が自衛隊法95条又は同法第95条の3に従い、平素より実弾を込めた弾倉と銃剣を身につけ、小銃を装備することが認められている。実際に各地の駐屯地で、自衛官が鉄帽、防弾チョッキ、小銃等を装備した状態で正門の警備をしていることが確認されている。なお平時に上番中の隊員は、正当防衛および緊急避難に該当する場合を除いて、人に危害を与えてはならない。
基本的に駐屯部隊がその任に就くものの、小規模駐屯地に関しては近隣の部隊からの支援を受ける場合の他に外部に委託し警備幹部や警衛司令等管理する者のみ自衛官という場合も存在する。

## 編成の基準
陸上自衛隊服務規則第55条に定めがあるものの、細部は各駐屯地司令（実際は警備幹部が立案）が定めており、必ずしもこの編成・階級通りとは限らない。
- 警衛司令：原則2等陸曹以上の陸曹または准尉・陸尉
- 営舎係（分哨長）：2等陸曹または3等陸曹[注 6]
- 歩哨係：2等陸曹若しくは3等陸曹
- 歩哨：2曹～陸士[注 7]
- らつぱ手：3曹若しくは陸士[注 8]
- 操縦手：3曹若しくは陸士長（通常歩哨との兼務）

上記の他に、駐屯地所在部隊には増加警衛用の待機人員が指定されており、平時は課業終了時から約2時間と起床時から1時間程度の時間において登退庁時における営門の開門・入出門者の警戒等の任務が付与される場合がある。